# Going!
《Going!》為日本男性偶像團體KAT-TUN的第12張單曲作品。

## 概要
- 《Going!》是KAT-TUN足以爆破未來世界的一張劃時代的單曲。歌詞針對即將展開新挑戰的人們傳達了聲援之意，為開展新境界的樂曲。此外亦是2010年4月3日開始在日本電視台播放的「Going! Sports&News」新聞的主題曲。而龜梨和也亦在節目中擔當「特殊棒球主播」（Baseball Special Supporter）一職。[1]

- 初回限定盤1，收錄了「Going!」的Video Cilp與Making影片。另收錄另一首五人合唱的「SMILE」於其中。

- 初回限定盤2，收錄了｢I DON'T MISS U（田中聖SOLO曲）｣、及「Answer（中丸雄一SOLO曲）」，共3首歌曲。

- 通常盤追加一首歌曲「FALL DOWN」及兩首歌的Original KARAOKE。

- 另外，由於赤西仁不參加這張單曲的錄音，所以「Going!」是繼「在我們的城市裡」後的另一首五人合作的單曲。

## 收錄曲

### 初回限定盤1
- CD

1. Going! 
  - 作詞：ECO、Rap詞：JOKER
  - 作曲：Shusui / Sakoshin
  - 編曲：Taku Yoshioka
2. SMILE  
  - 作詞：Takehiko Iida / SPIN
  - 作曲：Takehiko Iida、編曲：ha-j

- DVD

「Going!」（Video Cilp+Making）

### 初回限定盤2
1. Going! 
  - 作詞：ECO、Rap詞：JOKER
  - 作曲：Shusui / Sakoshin
  - 編曲：
2. I DON'T MISS U 〔田中 聖SOLO曲〕
  - 作詞：JOKER / Axel-G
  - 作曲・編曲：Alfred Tuohey / Thanh Bui / Wayne Milton
3. Answer 〔中丸雄一SOLO曲〕
  - 作詞：中丸雄一 / t-oga
  - 作曲・編曲：三上吉直

### 通常盤
1. Going!
2. FALL DOWN  
  - 作詞：Sean-D、Rap詞：JOKER
  - 作曲：Steven Lee
  - 編曲：Steven Lee / Black Zack
3. Going!（Original KARAOKE）
4. FALL DOWN（Original KARAOKE）